# Jiřina Kopoldová
Jiřina Kopoldová (rozená Švermová, 23. září 1923 Praha – 14. února 2009 Praha) byla českou radistkou 1. československého armádního sboru, bioložkou a dcerou Jana Švermy.

## Život

### Před druhou světovou válkou
Jiřina Švermová se narodila 23. září 1923 v Praze v rodině komunistických funkcionářů Jana Švermy a Marie rozené Švábové. V Praze vychodila obecnou školu a následně studovala na reálném gymnáziu ve Vršovicích. Na podzim roku 1938 její rodiče i s ní emigrovali do Sovětského svazu. Rodina žila v Moskvě, po evakuaci v roce 1941 v Ufě, kde Jiřina v roce 1942 dokončila studium dvou tříd desetileté střední školy.

### Druhá světová válka
Jiřina Švermová se v srpnu 1943 přihlásila do československé jednotky vznikající na území Sovětského svazu. Absolvovala základní vojenský výcvik a stala se spojařkou na velitelství 1. československé samostatné brigády. V této pozici se zúčastnila bojů na Ukrajině. V létě 1944 absolvovala poddůstojnický kurz a od července téhož roku působila ve funkci zástupce spojovacího důstojníka 2. protitankového dělostřeleckého pluku. Zaškolovala též nové spojařské adeptky. Během Karpatsko-dukelské operace působila i jako zdravotnice. V říjnu 1944 nastoupila na post zástupce velitele radioroty na štábu 1. československého armádního sboru. od ledna 1945 pak do osvětového oddělení 1. brigády. Na osvobozeném území se spolupodílela na vzniku národních výborů. Do Prahy se vrátila 14. května 1945.

### Po druhé světové válce
Jiřina Švermová se vdala za důstojníka 1. československého armádního sboru Bedřicha Kopolda. Manželům se v roce 1947 narodil syn Jan a v roce 1951 dcera Bedřiška. Jiřina Kopoldová spolupracovala na zajišťování vojenského vysílání Československého rozhlasu a vedla ženské rubriky v armádním deníku Za svobodné Československo. Na podzim 1945 nastoupila ke studiu chemie na Přírodovědecké fakultě Univerzity Karlovy, na jaře 1946 odešla z armády, doktorát získala v roce 1950. Po ukončení studií nastoupila do Státního zdravotního ústavu v Praze. Během vnitrostranických čistek byla v roce 1950 zatčena její matka, manžel a strýc, který byl též následně popraven, Jiřina Kopoldová s dětmi byla do roku 1952 internována. Poté pracovala jako chemička v pražské textilce Tiba. Po rehabilitaci v roce 1956 nastoupila do Izotopové laboratoře biologických ústavů ČSAV v Praze, kde pracovala až do odchodu do důchodu. Až do své smrti dne 14. února 2009 se věnovala zpracovávání údajů o osudech žen v řadách 1. československého armádního sboru.

## Rodina
- Otec Jiřiny Kopoldové Jan Šverma zahynul 10. listopadu 1944 po porážce Slovenského národního povstání během ústupu do hor.
- Matka Jiřiny Kopoldové Marie Švermová zastávala po druhé světové válce vysoké funkce v Komunistické straně Československa, mj. i organizovala sbírání podpisů v petici žádající popravu Milady Horákové. Strávila pět let ve vězení po tzv. procesu s krajskými tajemníky. V roce 1977 podepsala Chartu 77.
- Manžel Jiřiny Kopoldové Bedřich Kopold pokračoval po skončení druhé světové války u armády jako osvětový důstojník. V roce 1954 byl odsouzen ke čtrnácti letům vězení za "sabotování výstavby armády". Vězněn byl mj. v uranových dolech na Jáchymovsku. Propuštěn byl v roce 1956 a v roce 1963 rehabilitován.[1]
- Dcera Jiřiny Kopoldové JUDr. Bedřiška Kopoldová vystudovala práva, je autorkou prací z oblasti kriminologie a publicistkou o tématech sociálních problémů.[2]

## Publikační činnost
Jiřina Kopoldová publikovala odborné články a statě z oboru biologie a chemie. Je autorkou knih z tématem druhé světové války.

## Vyznamenání
- 1944 Československá medaile Za chrabrost před nepřítelem
- 1944 Stříbrná medaile Řádu za svobodu
- 1947 Československý válečný kříž 1939
- Medaile za vítězství nad Německem ve Velké vlastenecké válce 1941–1945
- 1964 Řád rudé hvězdy